# 巴罗达县

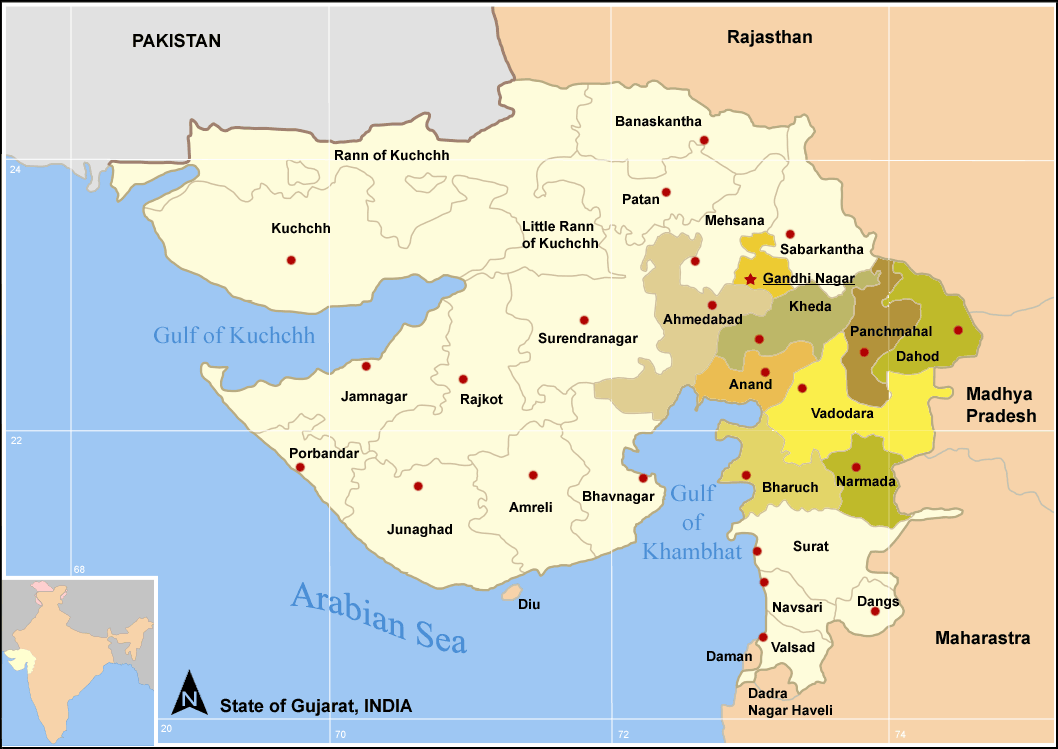
古吉拉特邦中东部地区

瓦多达拉县（Vadodara district），常称巴罗达县（Baroda district），为印度古吉拉特邦辖县。面积7,794平方公里，人口4,165,626人（2011年），城镇人口45.20％。行政中心为巴罗达，位于县域西部。

## 历史
县治巴罗达为英属印度时期的巴罗达管辖区的行政中心，也是当时孟买管辖区所辖土邦之一。

## 地理
巴罗达县地处古吉拉特邦东部，县域北部与凯达县、班杰默哈尔斯县和达霍德县接壤，东部和中央邦为界，南部与马哈拉施特拉邦和那尔马达县接邻，西南部和珀鲁杰县交接，西北部与阿嫩德县相连。